# Вук Милетић
Др Вук Милетић (Београд, 20. новембар 1979) српски је доктор наука менаџмента културе и медија, продуцент и менаџер у култури и уметности. Jедини je српски доктор наука из области продукције који се активно професионално бави продукцијом у Србији, а да је завршио докторат из те области.

## Биографија

### Ране године и образовање
Рођен је 20. новембра 1979. године у Београду. Завршио је Пету београдску гимназију. Још у детињству и раној младости, стицао је искуства наступајући у представама Народног позоришта у Београду и Град театра Будва. Годинама је водио емисију Дечији дневник на Радио-телевизији Србије (РТС) и учествовао у другим емисијама дечјег, драмског и образовног програма РТС-а.
Дипломирао је 2007. године на Катедри за менаџмент и продукцију позоришта, радија и културе на Факултету драмских уметности (ФДУ) у Београду. На истом факултету је у децембру 2020. године одбранио докторску дисертацију под називом "Радни односи у репертоарским позориштима Србије: утицаји и перспективе", чиме је стекао академско звање доктора наука из области менаџмента културе и медија. Његова дисертација повезује академска истраживања са професионалним окружењем, са комплетном анализом рада продукције и руковођена на примеру Народног позоришта у Београду.

### Каријера
Након завршетка основних студија, Вук Милетић је радио на различитим пословима у области културе и привреде. Био је ангажован као координатор уметничких догађања Друштва пријатеља манастира Ђурђеви ступови, као и на позицији евент менаџера у маркетиншкој агенцији И теам (I team). Предавао је предмете Продукција, Историја уметности и Културологија у Средњој уметничкој школи Артимедиа.
Као продуцент или члан продукционог тима учествовао је у реализацији догађаја као што су хуманитарни концерт Заједно за Косово у Сава центру (2009) и Министарска конференција Животна средина за Европу (2007), која је окупила делегације из 51 државе.

#### Народно позориште у Београду
Од 2013. године стално је запослен у Народном позоришту у Београду, где је напредовао од позиције продуцента до директора продукције у Служби за продукцију, домаћу и међународну сарадњу. Био је извршни продуцент више представа Народног позоришта и радио на организацији гостовања ансамбала и уметника у земљи и иностранству.
Међу продукцијама у којима је учествовао издвајају се:
- "Балкански шпијун": продуцент представе рађене по тексту Душана Ковачевића и у режији Татјане Мандић Ригонат.[4] Представа је освојила Награду публике за најбољу представу на фестивалу "Театар у једном дејству" у Младеновцу.[5]
- Опера "Симон Боканегра": извршни продуцент опере Ђузепеа Вердија, у режији Марија Павла дел Монака (премијера мај 2024).[6]

Био је сарадник Позоришних новина, часописа Народног позоришта. Добитник је три јавне похвале Народног позоришта у Београду (2014, 2019, 2022).

#### Фестивалски рад
Вук Милетић има значајну улогу у вођењу и организацији неколико позоришних фестивала у Србији:
- Фестивал монодраме и пантомиме (Земун): Извршни продуцент[1] и генерални директор/директор фестивала.[7][8]
- Нови Тврђава театар (Вила Станковић, Чортановци): Извршни продуцент фестивала.[1][9]
- БИТЕФ (Београдски интернационални театарски фестивал): Неколико година је радио у организацији овог фестивала.[1]
- Фестивал кореографских минијатура: Радио је као ПР менаџер фестивала.[1]
- Фестивал малих позоришних форми (Зајечар): Био је члан стручног жирија 8. издања фестивала (април 2025. године).[10]

#### Независне продукције и организације
Оснивач је и био је члан управног одбора организације Културни елемент (Kulturni element), која окупља младе професионалце из области културе и уметности. Организација је, између осталог, реализовала изложбу "Траг генерација" у Конаку кнегиње Љубице (2015) у сарадњи са Музејом града Београда где је Милетић био продуцент. Оснивач је и уметничког студија Артионица.
Као извршни продуцент радио је на представама у приватној продукцији:
- "Амсефелд", режија Кокан Младеновић.[1]
- "Употреба човека", режија Борис Лијешевић, у копродукцији Град Театра Будва, Новог Сада ЕПК, Ујвидеки Синхаза и East West Centra Сарајево (премијера децембар 2019).[1][12]
- "Случајеви", режија Тадија Милетић, продукција "Културног елемента".[1]

### Глума у детињству
У раном детињству и младости, Вук Милетић је остварио серију глумачких улога у представама Народног позоришта у Београду и Град театра Будва. Годинама је водио емисију Дечији дневник на Радио-телевизији Србије (РТС) и учествовао у другим емисијама дечјег, драмског и образовног програма РТС-а.

#### Одабране дечје улоге[3]
| Година    | Наслов                | Аутор                              | Улога                                | Позориште                    |
| --------- | --------------------- | ---------------------------------- | ------------------------------------ | ---------------------------- |
| 1986.     | Конак                 | Милош Црњански                     | Краљ Александар Обреновић (као дете) | Народно позориште у Београду |
| 1989.     | Кањош Мацедоновић     | Вида Огњеновић                     | Искушеник Јован                      | Град театар Будва            |
| 1990.     | Војвоткиња од Малфија | Џон Вебстер                        | Војвоткињино дете                    | Народно позориште у Београду |
| 1991.     | Сирано де Бержерак    | Едмон Ростан                       | Дете                                 | Народно позориште у Београду |
| 1991. (?) | Косовска хроника      | Рајко Ђурђевић                     | Данило                               | Народно позориште у Београду |
| 1991.     | Јовча                 | Б. Станковић / Б. Михајловић Михиз | Дете Младена и Васке                 | Народно позориште у Београду |

## Приватни живот
Вук Милетић је син глумца Предрага Милетића и Гордане Милетић. Његов млађи брат је редитељ и драматург Тадија Милетић.
Члан је организације Менса Србије.

## Награде и признања
- Три јавне похвале Народног позоришта у Београду (2014, 2019, 2022).[1]